# Men-1 szindróma
A Men-1 szindróma a Multiplex Endokrin Neoplasia (MEN szindróma) családjába tartozó egyes számmal jelölt ritka betegség.
A multiplex endocrin neopláziák több szervet érintő, a belső elválasztású mirigyek (azaz endokrin mirigyek) működési zavarait kiváltó genetikai mutációk, mely révén a beteg szervezetben fokozott daganatképződés fordul elő. A Men-1 ennek az első fajtája. Az orvostudomány jelenleg gyógyítani nem tudja, ezért főként műtétekkel kezeli.

## Kiváltó ok: génhiba
Az emberi sejt két kromoszómája a 10. és a 11. testünket a daganatos megbetegedésektől védi. Amennyiben jól működnek is jelenhetnek meg az testünkben daganatok, de a két kromoszóma megfelelő működése számtalan daganattól kímél meg bennünket életünk folyamán. MEN szindrómák esetén a két kromoszóma közül egyik hibás, kikapcsolt állapotban van és nem működik, így kevesebb védelmet ad. Ezért a MEN1 gén a tumorszupresszor gének közé sorolható.
(MEN2-szindrómában a 10. kromoszóma hibás, a MEN1-szindrómában pedig a 11. kromoszóma nem funkcionál.)
Annak ellenére, hogy 1997-ben azonosították, a MEN1 gén - az 1-es típusú többszörös endokrin neoplazia szindróma fő funkciója - funkciói még nem teljesen ismertek.

## A betegség jellemzői
Elnevezési és (le)írási tulajdonságok:
A Men-1 szindrómának más elnevezése (Wermer-kór) és több írásmódja ismert. Írásban az alábbi előfordulásokkal is találkozhatunk:
Wermer-szindróma, multiplex endokrin neoplázia, Men1 szindróma, multiplex endocrin neoplasa.
A Wermer-szindróma a betegség szerzői neve: amelyet mint klinikai és genetikai kórcsoportot 1954-ben írtak le, és 1968-ban különítettek el a MEN2-től.
FIZIKAI JELLEMZŐK:
- Egyszerre több szervet érintő génbaj és endokrin zavarok

- Jellemzően érintett hormonális szervek: agyalapi mirigy (hipofízis), mellékpajzsmirigy és hasnyálmirigy

- Többféle daganatképződéssel jár

- Gyógyíthatatlan

- Rossz életminőség (csonttörés, vesekövesség, gyakori műtétek, hormonzavarok, depresszió stb. miatt) .

- A várható élettartalmat csökkentheti

## Előfordulási gyakoriság: Ritka
A Men-1 szindróma a ritka betegségek családjába tartozik, mely orvosi becslések szerint 30.000 emberből csak egyet érint. (Hollandiában több, mint 400 ilyen páciens ismert.)

## Diagnosztizálási nehézségek
A Men-1 szindróma ritka előfordulása és a róla felhalmozott kevés ismeret, illetve bizonyos betegeknél a tünetek csak felnőtt korban történő megjelenése, valamint széles tünetegyüttese miatt miatt már a diagnózis felállításban problémába ütközik. Gyakran a beteg számos orvost megjár, mire bajainak okára fény derül. Ritka előfordulása miatt kevés doktor ismeri, általában endokrinológus vagy genetikus diagnosztizálja.
Diagnosztizálási problémát okoz még, hogy a genetikai géntesztek nem mindig pontosak, így előfordul, hogy a Men1-szindrómát a rá jellemző mirigyek működési zavarai alapján állapítják meg. Ha a három Wermer-kórra jellemző mirigy (az agyalapi mirigy, mellékpajzsmirigy és hasnyálmirigy ) közül kettő túlműködési zavarban érintett, akkor Men-szindróma kivizsgálása javasolt. Hazánkban a Semmelweis Egyetem II. Sz. Belgyógyászati Klinikán végzik a diagnózist jelentő géntesztet. Kimutatásában külföldön a Mayo Clinic szerzett hírnevet, mivel a patinás orvostudományi intézet állítása szerint náluk igen pontosak a tesztek és rutinos az orvosi team.

## BNO kód
A MEN-1 szindrómának külön BNO kódja nem ismert, ami házi orvosnak és szakorvosnak adminisztrációs problémát okozhat, mondjuk táppénzre vételkor. Általában a betegségre jellemző daganatok BNO kódjai adhatók.
D3520 - Agyalapi mirigy - Agyalapi mirigy jóindulatú daganata

D3510 - Mellékpajzsmirigy - Mellékpajzsmirigy jóindulatú daganata

C2540 - Endokrin pancreas - Endocrin pancreas rosszindulatú daganata

## Kezelési lehetőségek
A MEN1-szindrómára jelenleg se itthon, se külföldön nincs gyógymód. A tumorok megjelenését megelőzni, a génhibát kiküszöbölni az orvostudomány mai állása szerint nem lehet.
Terápia: A terápia általában a daganatok műtétjéből áll. (Gyógyszeres kezelés ritkán egyes daganattípusokra adható, ám magára a Wermer-kórra nincs semmilyen gyógyszer.)
Fontosak a képalkotó vizsgálatok, valamint endokrinológusnál rendszeres kontroll. A MEN1-szindróma pszichés megterheléssel is jár, a betegek 70%-a depresszióval küzdhet kilátástalan helyzete miatt és pszichiátriai támogatás szükséges lehet.
Genetikai tanácsadás: Gyerekvállalást tervező pároknál, ahol az egyik fél Men-1 szindrómás genetikai tanácsadás szükséges. A betegség öröklődik és a születendő gyerek nemétől függetlenül 50%-os az öröklődési arány - később unokában még nagyobb lehet az előfordulás, néha akár 100% is. Ez azt jelenti, hogy születendő gyermekek fele arányban örökölhetik a bajt, - mindegy, hogy lány vagy fiúgyermekről van-e szó -,míg unokáknál nagyobb részben öröklődik - drasztikus esetben az összes unoka megkaphatja a betegséget.
Azt is figyelembe kell venni, ha a megszületett gyerek egészséges az még nem teljesen megnyugtató. Vannak olyan Men-1 szindrómás betegek, akiknek felnőttként indul meg a daganatképződés, vagy akkor kezdik az orvosok a Men-1 szindrómát sejteni. Fontos tehát a genetikai szakemberrel való konzultáció.
A kezeléshez kapcsolódó orvosi szakterületek: endokrinológia, genetika, onkológia, radiológia, sebészet, (fiatal betegnél) gyerekgyógyászat.

## Kórlefolyás, Prognózis
A prognózis általában rossz:

A daganatképződés orvosi tapasztalatok szerint 35 év felett felgyorsul.

MEN1-szindrómás nőbetegek nagyobb eséllyel kaphatnak mellrákot.

A MEN 1 betegek más daganatokra, például karcinoidokra, mellékvese adenomákra, angiofibromákra és lipomákra is megnövekedett hajlammal rendelkeznek.

A betegek fele nem éli meg az 50 éves kort, vagy alig haladja túl. Ennek oka, hogy az érintettek sok műtétet, hormonális problémákat és több szervet érintő elváltozásokat (pl: nőgyógyászati illetve emésztőszervi daganatokat) szenvednek el, melyek leharcolják a szervezetüket. Gyakori a rosszindulatú, emésztőszerv rendszerben található daganat. Jó egészségügyi rendszerben, megfelelő szakorvossal és szükséges szűrésekkel az életkori távlatok bizonyos esetekben javíthatók.

## Jövőbeli terápiák
A jövőben talán genetikai kezelések hozhatnak majd gyógymódot a Men-szindrómákban szenvedők számára.